# 사랑의 함정 (1960년 영화)
사랑의 함정은 한국에서 제작된 강찬우 감독의 1960년 영화이다. 김동원 등이 주연으로 출연하였고 박희근 등이 제작에 참여하였다.

## 출연

### 주연
- 김동원
- 이민자
- 황해

## 제작진
- 조명: 최상동
- 녹음: 이경순
- 미술: 임명선